# Bromopsis ramosa
Bromopsis ramosa is een gras uit het geslacht vaste dravik (Bromopsis). Het groeit op lichte plekken in bossen, en gaat achteruit als bossen dichter en donkerder worden. Deze soort wordt in de Nederlandse en Belgische flora's gesplitst in twee ondersoorten: bosdravik en ruwe dravik.

## Taxonomie
De wetenschappelijke naam van de soort werd in 1762 als Bromus ramosus gepubliceerd door William Hudson. Josef Holub plaatste de soort in 1973 in het geslacht Bromopsis.

## Ondersoorten
De soort is in het Nederlands taalgebied vooral bekend onder de namen die aan twee van de ondersoorten worden gegeven:
- Ruwe dravik - Bromopsis ramosa subsp. ramosa
- Bosdravik - Bromopsis ramosa subsp. benekenii (Lange) Tzvelev

Daarnaast worden onderscheiden:
- Bromopsis ramosa subsp. atlantica (H.Lindb.) H.Scholz & Valdés
- Bromopsis ramosa subsp. fedtschenkoi (Tzvelev) Tzvelev